# دانييل جاروزو
دانييل جاروزو هو مبارز إيطالي حصل على ذهبية فردي سيف الشيش في أولمبياد 2016 وفضية أولمبياد 2020.